# 92 Девы
92 Девы (лат. 92 Virginis), HD 121607 — одиночная звезда в созвездии Девы на расстоянии приблизительно 290 световых лет (около 89 парсек) от Солнца. Визуальная звёздная величина звезды — +5,904m. Возраст звезды определён как около 410 млн лет.

## Характеристики
92 Девы — белая звезда спектрального класса A3, или A5IV-V, или A7V, или A8V. Масса — около 2,143 солнечной, радиус — около 3,046 солнечного, светимость — около 26,748 солнечной. Эффективная температура — около 7692 K.

## Планетная система
В 2019 году учёными, анализирующими данные проектов Hipparcos и Gaia, у звезды обнаружена планета HIP 68092 b.